# Meride
Meride est une localité et une ancienne commune suisse du canton du Tessin, située dans le district de Mendrisio. Elle fait partie de la commune de Mendrisio.

## Histoire
Le 14 avril 2013, les communes de Besazio, Ligornetto et Meride sont intégrées à celle de Mendrisio.